# عنب الأحراج

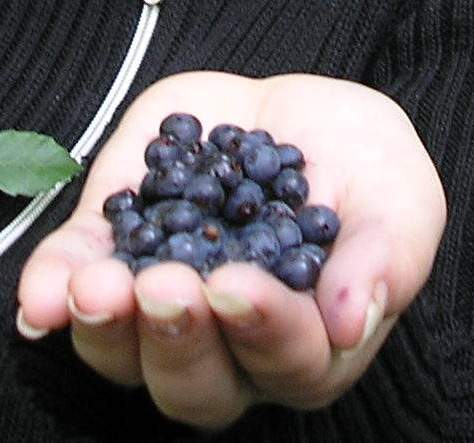
فاكهة عنب الأحراج

عنب الأحراج أو القمام الآسي هو أي من الأنواع المتعددة وبشكل أساسي الأوراسية من الشجيرات من جنس العنبية.

## روابط خارجية
- Den virtuelle floran - Distribution